# Yushima Tenman-gū

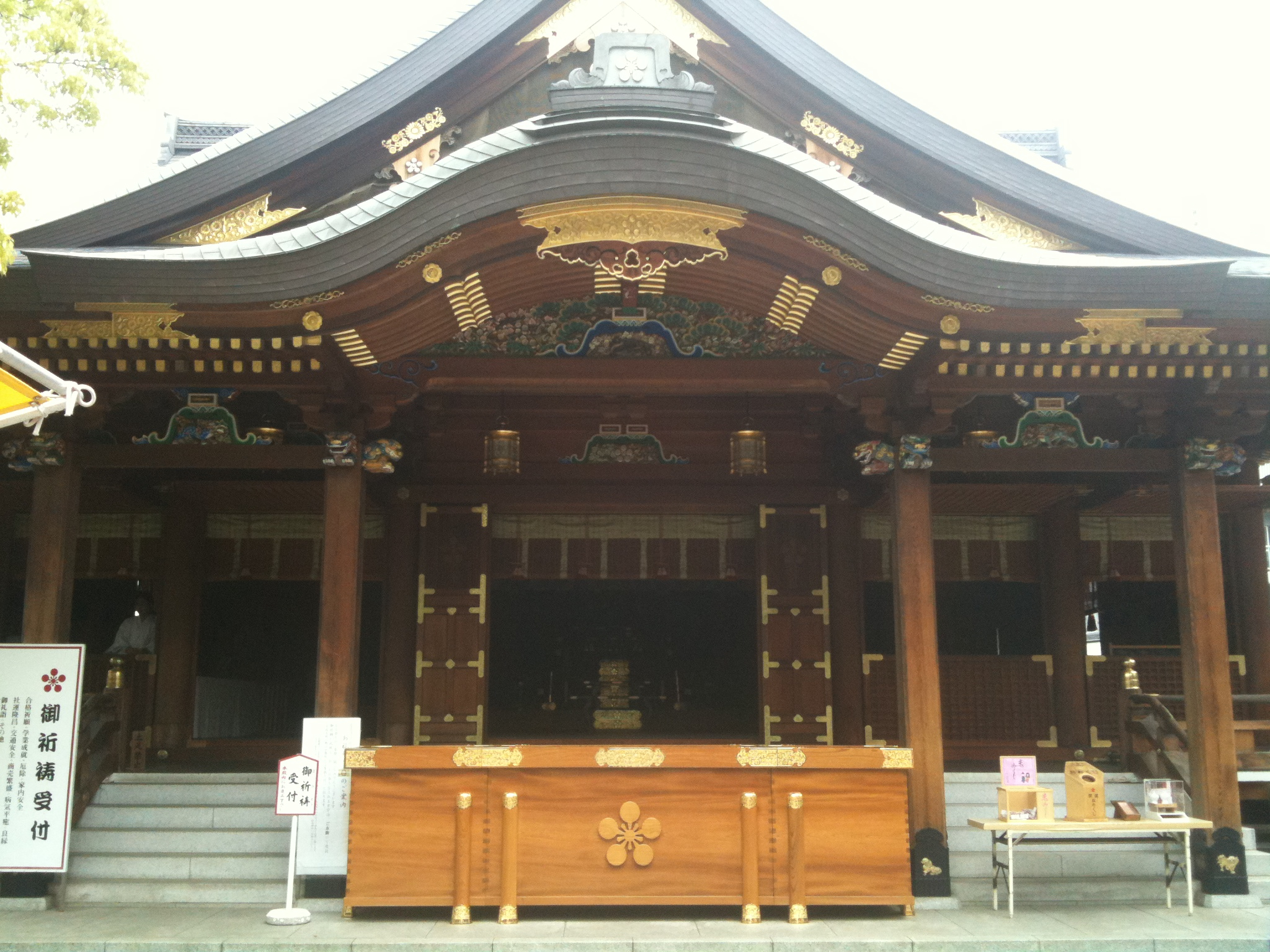
Honden (Haupthalle).
Am Spendenkasten das Sugawara-Wappen.

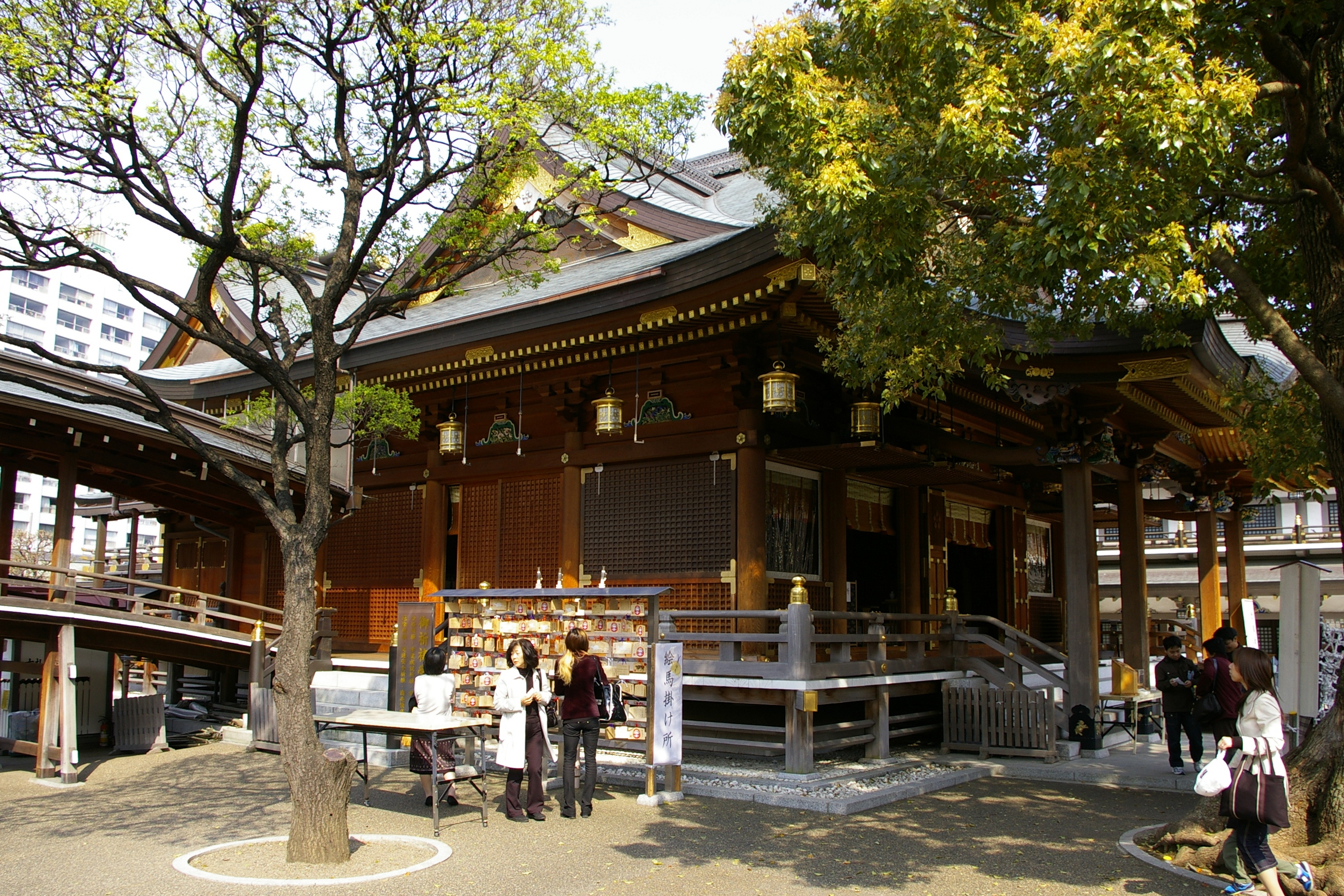
Yushima Tenman-gū, Brücke und Votivtafeln

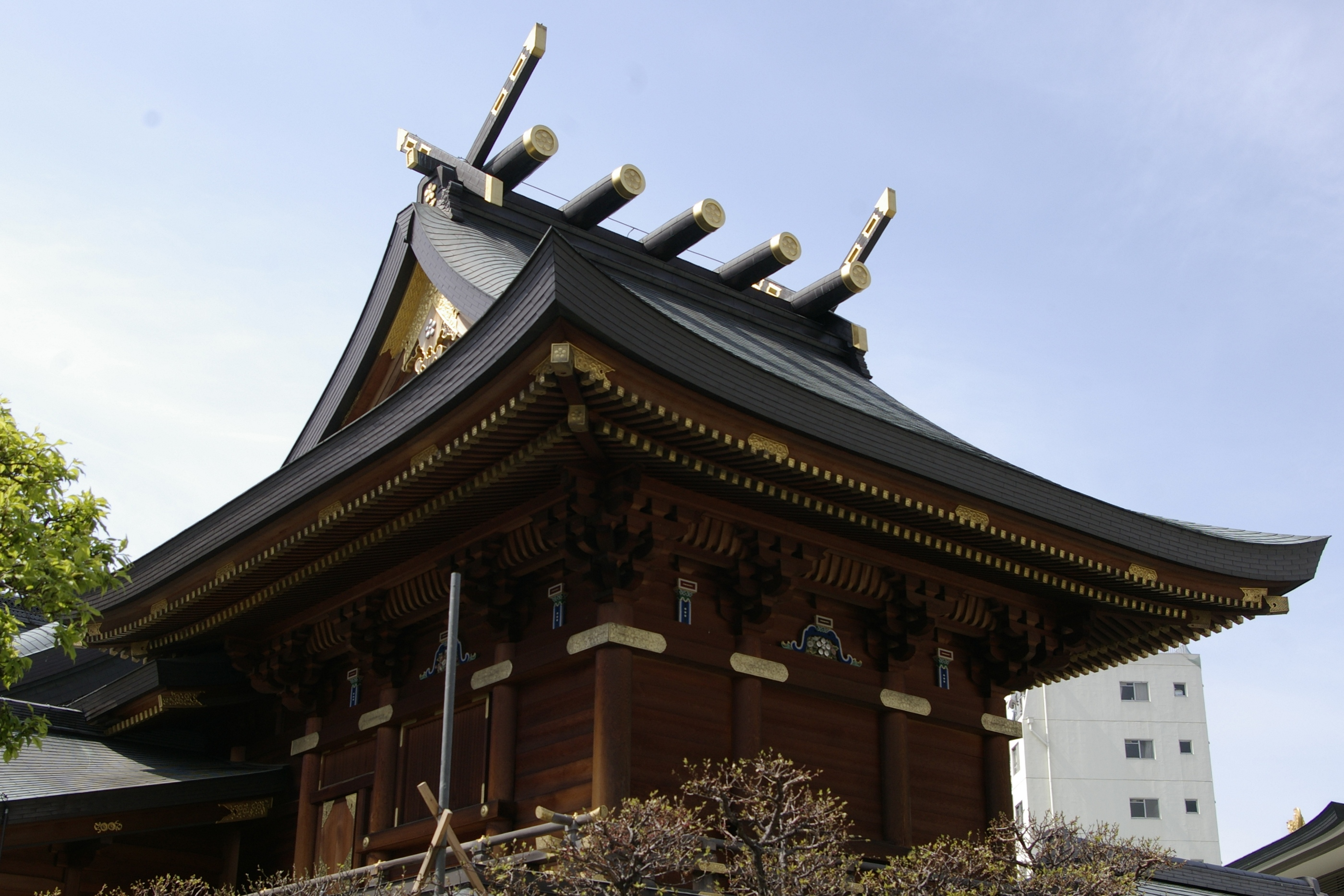
Yushima Tenman-gū

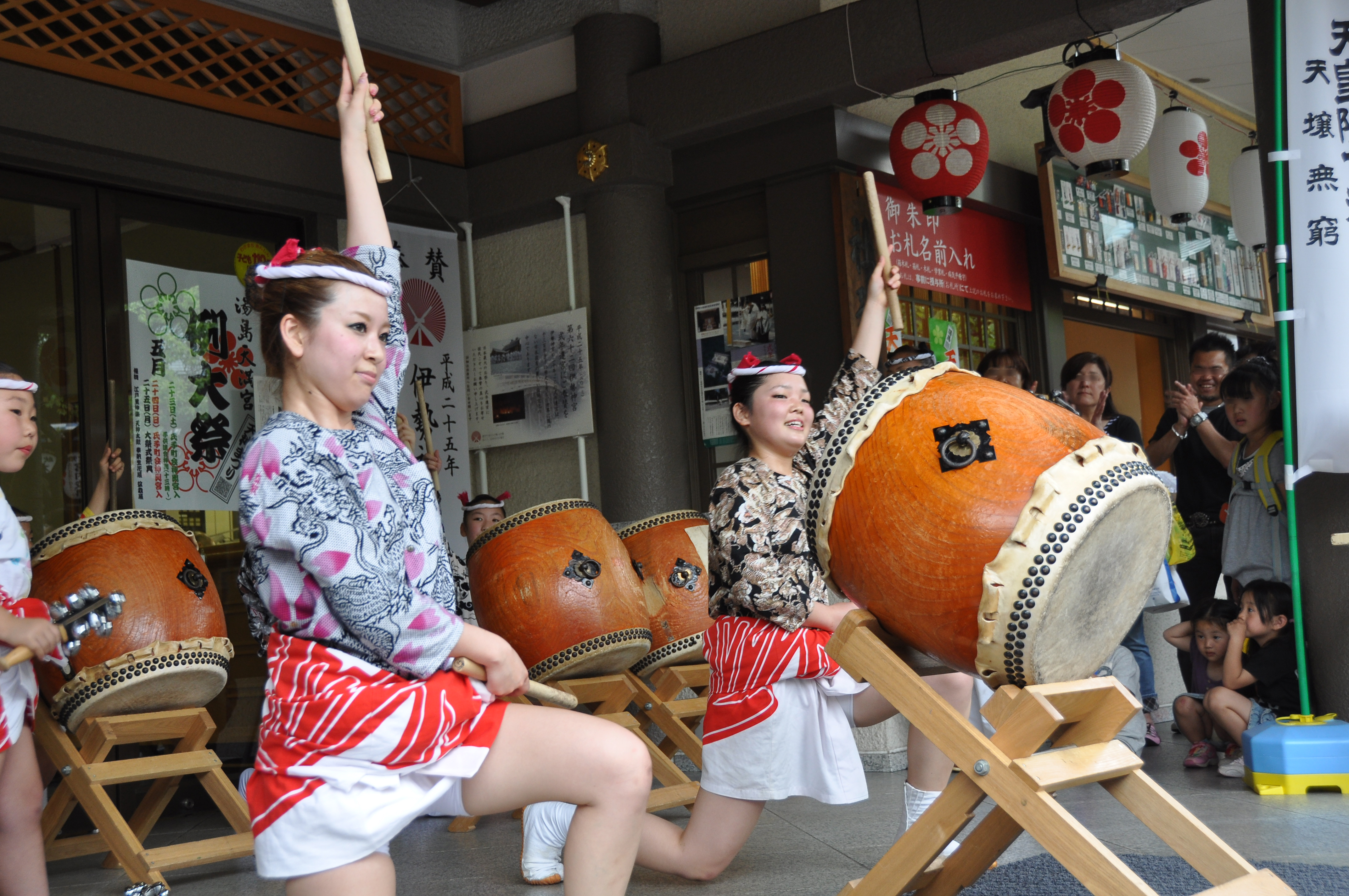
Reitaisai

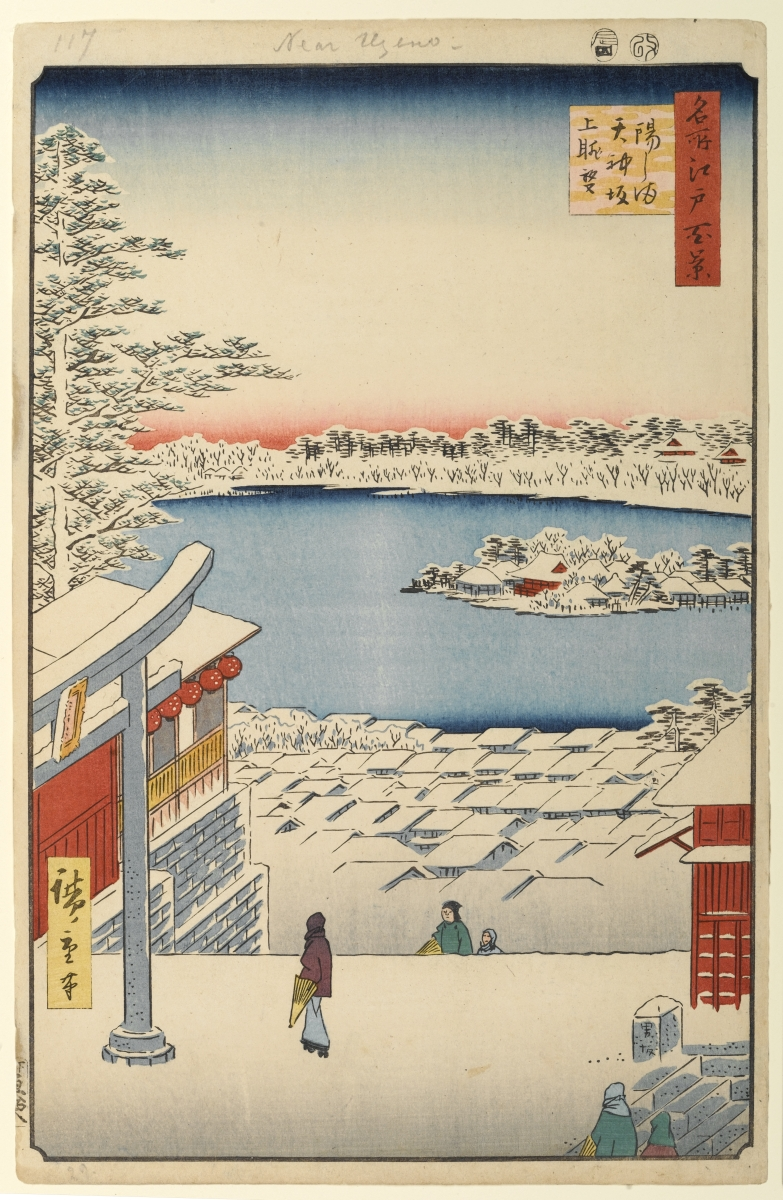
Hiroshige

Der Yushima Tenman-gū (jap. 湯島天満宮), auch Yushima Tenjin (湯島天神) oder Yushima-Schrein (湯島神社, Yushima-jinja), ist ein Shintō-Schrein in der japanischen Hauptstadt Tokio, der im Bezirk Bunkyō liegt. Er ist Ame-no-tajikarao-no-mikoto und Sugawara no Michizane gewidmet.

## Geschichte
Der Legende nach wurde der Schrein im Jahr 458 zu Ehren der Gottheit Ame-no-tajikarao-no-mikoto gegründet. Im Jahr 1355 kam es auf Grund von bösen Träumen, die die Bewohner von Yushima hatten, zur Verehrung von  Sugawara no Michizane an einem Ort unter einer alten Kiefer.
1478 wurde die inzwischen verfallene Anlage von dem Feldherrn und Gründer Edos, Ōta Dōkan (1432–1486), erneuert, nachdem er den Kitano Tenman-gū in Kyoto besucht hatte. Die Errichtung des Omote-Torii aus Kupfer wird nach Einritzungen 寛文七  bzw. 寛文九 auf den Pfeilern auf die Zeit 1667/69 geschätzt. Die Gesamthöhe des Torii einschließlich der Querbalken beträgt 6,81 m. In die Pfeiler sind die Namen vieler Spender eingeritzt, die unteren Enden sind mit Chinesischen Löwen – 唐獅子 verziert. Auf dem Schrein-Gelände befindet sich ein altes aus Metall gegossene Torii, weiter besitzt der Schrein wertvolle Gussstücke.  Links vor der Haupthalle befindet sich ein Stein, auf dem 寄縁氷人石 eingemeißelt ist. Dieser 1850 errichtete Stein wird „Stein des verlaufenen Kindes“ (迷子石, mayoigo ishi) genannt, weil sich dort Suchende und Finder treffen sollen.
Viele Gelehrte und Schriftsteller haben diesen Schrein aufgesucht, unter anderem die Edo-zeitlichen Neokonfuzianer Hayashi Dōshun und Arai Hakuseki. Auch die Tokugawa kümmerten sich um den Schrein.
1995 wurden alle hölzernen Schreingebäude erneuert. Dabei wurde großer Wert darauf gelegt, die Regeln der traditionellen Schreinarchitektur einzuhalten.

## Gegenwart
Da Sugawara no Michizane, der große Gelehrte der Heian-Zeit, im Shintō-Glauben den Status eines Heiligen (Tenjin) hat, ist der Schrein ein beliebtes Ziel von Studenten, bzw. derer Familienangehörigen, die vor der Aufnahmeprüfung und Klausuren ihre Reverenz erweisen. Zu dieser Zeit hängen sehr viele Votivtafeln (Ema) links und rechts neben dem Hauptgebäude.
Da die Pflaumenblüte das Wappen der Sugawara war, ist dieser Schrein auch für seine Ume-Blüte bekannt, die im Februar/März stattfindet (also etwa 3–4 Wochen vor der Kirschblüte).